# Jeremy Goss
Jeremy Goss (Akrotiri en Dhekelia, 11 mei 1965) is een op Cyprus geboren voormalig voetballer afkomstig uit Wales. Hij speelde als middenvelder en maakte zich onsterfelijk bij Norwich City. Goss versloeg Bayern München met Norwich City in de UEFA Cup 1993/94. Goss speelde negen interlands in het Welsh voetbalelftal.
Jeremy Goss werd geboren op Akrotiri en Dhekelia op het eiland Cyprus, wat overzees grondgebied is dat toebehoort aan het Verenigd Koninkrijk.

## Clubcarrière

### Norwich City
Goss draagt de bijnamen "Gossy" en "Gossa" die refereren aan "Gazza", de bijnaam van Paul Gascoigne. Deze bijnaam heeft hij gekregen van fans van Norwich City, onder wie hij een onsterfelijke status geniet. Goss speelde van 1983 tot 1996 voor Norwich City. In het seizoen 1992/93 werden Goss en zijn maats van Norwich City derde van de Premier League, waardoor Europees voetbal werd afgedwongen. Op 19 oktober 1993 trapte Goss zichzelf de geschiedenisboeken van het Europese voetbal in door te tekenen voor het eerste doelpunt (1–2) in de UEFA Cup 1993/94 tegen Bayern München, nota bene de eerste Engelse uitoverwinning in het Olympiastadion van de Duitse grootmacht. Bayern was door het doelpunt van Goss uitgeschakeld, want op Carrow Road hielden Goss en zijn maats de Duitsers op een 1–1 gelijkspel. Goss maakte opnieuw het (nog belangrijkere) doelpunt.
Goss maakte nog vijf doelpunten in die historische Europese campagne van Norwich City, waaronder de gelijkmaker tegen Bayern München op Carrow Road op 3 november 1993. Met dat doelpunt stootte Norwich City tegen alle verwachtingen door naar de volgende ronde, waarin de club het opnam tegen Internazionale. Norwich City was toen uitgeschakeld en Internazionale won dat seizoen de UEFA Cup. Hij speelde uiteindelijk meer dan 200 officiële wedstrijden voor The Canaries. Goss maakte 14 competitiedoelpunten. Hij maakte een doelpunt op Anfield, voor de neus van 'The Kop', de spionkop van Liverpool. Dit was zijn laatste goal voor Norwich.

### Latere carrière
Drie jaar nadat hij zich de annalen van het voetbal had in getrapt, verkaste hij naar het Schotse Heart of Midlothian. Goss trad slechts tien maal aan voor Hearts. In 1997 verruilde Goss Hearts voor Colchester United, maar speelde geen minuut. Terwijl de naam van Goss onder Norwich City-fans zowat luisterde naar die van 'God', naderde de carrière van de man stilaan het einde. Het seizoen 1998/99 werd zijn laatste seizoen als profvoetballer. Hij beëindigde zijn loopbaan als middenvelder van King's Lynn.